# Szlávy Bulcsú
Szlávy Bulcsú (1954–1997) büntetett előéletű vállalkozó volt, aki az 1990-es években maffiahálózatot épített ki a Balaton körül, az alvilági berkekben a "Balaton császáraként" aposztrofálták. 1997-ben eltűnt, holtteste csak 7 év múlva került elő. A rendszerváltás utáni Magyarország egyik leghírhedtebb bűnözője.

## Élete
Fiatalon fényképészként dolgozott, majd a 80-as évek elején megnyitotta első éttermét Budapesten. Idővel a fővárosban és több más vidéki szórakozóhelyen is lettek érdekeltségei. Vállalkozóként voltak homályos külföldi olajügyei is, de inkább azzal vált hírhedtté, hogy mindeközben olyan bűnbandát hozott létre, amely a Balaton-parti településeken a vállalkozókat fenyegetéssel és bántalmazással arra kényszerítette, hogy bevételük egy részét nekik adják át.
Saját bevallása szerint jó kapcsolatokat ápolt Tasnádi Péterrel, személyesen ismerte Prisztás Józsefet és Tocsik Mártát is. Némi politikai karrierre is szert tett: a 90-es évek elején alelnöke volt a Magyar Republikánus Pártnak. Nagyvonalú tervei között szerepelt például Magyarország vámszabad területté tétele.
1993-ban Spanyolországba távozott. A Veszprém Megyei Rendőr-főkapitányság 1994 szeptemberében adott ki körözést vele szemben hat rendbeli zsarolás bűntettének kísérlete, bűnszövetkezet szervezése, súlyos testi sértés, valamint tartozás fedezete elvonásának alapos gyanúja miatt. A nemzetközi körözés alapján 1994. október 5-én fogták el és 1995 nyarán adták ki Magyarországnak. Jogi képviseletét Bárándy György vállalta el.

## Halála
Az előzetes letartóztatásból történő kiszabadulása után, 1997-ben eltűnt. Mivel felvetődött, hogy esetleg gyilkosság áldozata lett, 1999 augusztusában eltűnése miatt a rendőrség körözést adott ki. Eltűnéséről semmit sem lehetett tudni, ezért a rendőrség csak 2002-ben indított államigazgatási eljárást. Rövidesen azonban olyan adatok kerültek a napvilágra, amik szerint Szlávyt biztosan meggyilkolták, ezért 2003 februárjában már emberölés miatt nyomoztak. Wappler László már ekkor gyanúsított volt az ügyben.
Szlávy holtteste hét évvel eltűnése után került elő: a főváros XII. kerületében egy garázs szerelőaknájába rejtették és lebetonozták. A Kovács Lajos által vezetett „döglött ügyek osztályának” rendőrei 2004. január 23-án érték tetten Wappler Lászlót, amint éppen megpróbálta kiemelni a holttestet, hogy aztán a rendőrök elől más helyre rejtse el.

## A Szlávy-gyilkosság büntetőpere

### Elsőfok
Meggyilkolásának ügyében a büntetőper 2006 májusában kezdődött el. Az ügyészség felbujtóként előre kitervelten elkövetett emberöléssel vádolta Wappler Lászlót, aki a vádhatóság szerint azért ölette meg Szlávyt, mert az megerőszakolta az ő barátnőjét. A másodrendű vádlottat bűnsegédként elkövetett emberöléssel vádolták meg, mert a hatóságok szerint a sértett egykori testőreként ő csalta a bűncselekmény helyszínére Szlávyt. A harmadrendű vádlott pedig a vád szerint az elsőrendű alkalmazottjaként a bűncselekményhez használt fegyvert szerezte be, és ő lőtte le közvetlen közelről a sértettet.
2007 januárjában megszületett az elsőfokú, nem jogerős ítélet: 15 év fegyházra ítélték Wappler Lászlót, amiért – a vád szerint – megrendelte Szlávy Bulcsú meggyilkolását. A másodrendű vádlott 6 év, a harmadrendű pedig 12 év fegyházat kapott, ám az ítélet ellen mindannyian fellebbeztek, így az nem emelkedhetett jogerőre.
Wappler védője az ügyvédi perbeszédében többek közt arról beszélt, hogy az elsőrendű vádlottnak szerinte nem volt indítéka Szlávy megölésére, hiszen a barátnőjével nem volt mély érzelmi kapcsolatban. Az ügyvéd szerint védence egyszer megzsarolta ugyan Szlávyt, de utóbbi megölése azoknak állhatott érdekében, akik később a balatoni érdekeltségeit megszerezték. Az utolsó szó jogán a vádlottak tagadták bűnösségüket. Wappler László azt mondta, ő csak megtalálta a holttestet és elrejtette azt. A vádlott egy, a Népszabadságnak adott interjújában úgy vélekedett, hogy Szlávy halála az Aranykéz utcai robbantásban megölt Boros Tamás nevéhez köthető.

### Másodfok
2009 októberében a Heves Megyei Bíróság bizonyíték hiányában megszüntette az eljárást és mindhárom vádlottat felmentette, mivel az eljáró tanács arra az álláspontra jutott, hogy a vádlottak bűnössége nem nyert bizonyítást. Az ügyész fellebbezett a döntés ellen, így az az ítélet sem vált jogerőssé.
A Fővárosi Ítélőtábla a 2009. októberében született ítéletet 2011. június 28. napján meghozott végzésével hatályon kívül helyezte, és az eljárt Heves Megyei Bíróságot a per újabb tárgyalására utasította. Az Egri Törvényszék 2013. május 30. napján meghozott elsőfokú – nem jogerős – ítéletében az I. rendű vádlottat 7 év 3 hónap szabadságvesztésre ítélte, a másik két vádlottat pedig felmentette az ellenük emelt vád alól. A bejelentett fellebbezések folytán az ügy a Fővárosi Ítélőtáblán folytatódott.

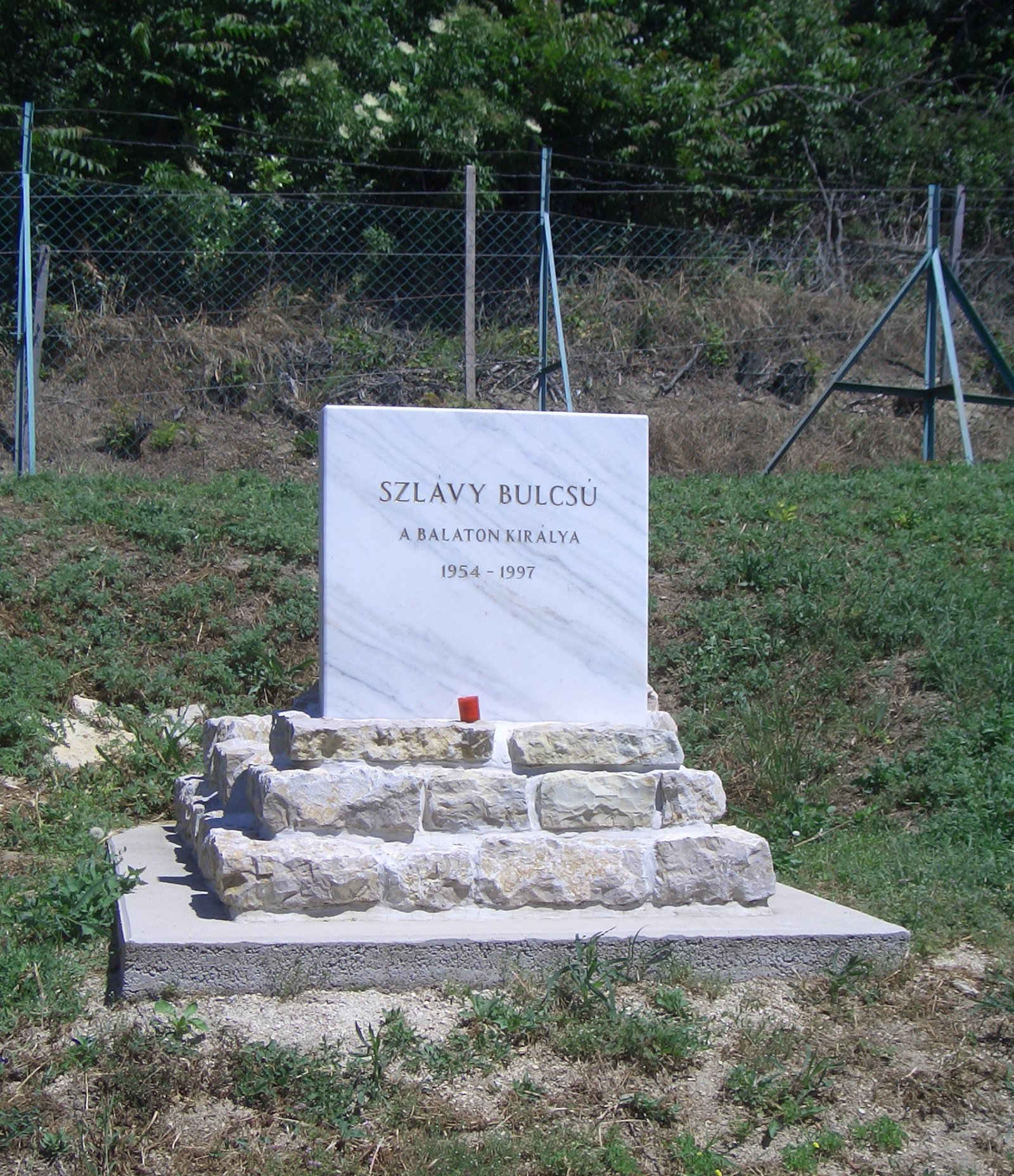
Sírja a tihanyi temetőben

## Érdekesség
Szlávy Bulcsú egyik egyenes ági felmenője (ükapja) okányi és érkenézi Szlávy József, aki Magyarország miniszterelnöki tisztségét töltötte be 1872 és 1874 között. A holttest megtalálása után Szlávy Bulcsút a fényes politikai karriert befutó őse mellé temették.[forrás?]

## Könyve
- Szlávy Bulcsú: Passzív kiadatás, Som Show Present Produkciós Iroda és kiadói vállalkozás, Budapest, 1996, ISBN 963-85547-5-4